# Calathea pruinata
Calathea pruinata är en strimbladsväxtart som först beskrevs av William Bull, och fick sitt nu gällande namn av Nicholas Edward Brown. Calathea pruinata ingår i släktet Calathea och familjen strimbladsväxter. Inga underarter finns listade.